# Milica Kubura
Milica Kubura, född 20 mars 1995 i Belgrad i Serbien, är en volleybollspelare (högerspiker) som spelar med Olympiakos SFP. 
Kubura kom till volleyboll genom sin äldre syster och började sin karriär i OK Röda stjärnan Belgrad. Med de serbiska juniorerna vann hon brons vid världsmästerskapen i Turkiet 2011. Från 2014 till 2017 studerade hon vid Florida State University och spelade med deras universitetslag Florida State Seminoles. Hon återvände sedan till Serbien och spel med ŽOK Partizan Belgrad. 2019 deltog hon i Nations League med serbiska landslaget. Hon flyttade sedan till den tyska Bundesliga-klubben Dresdner SC. Hon vann 2020 DVV-Pokel med klubben. Hon skulle sedan flyttat till Italien och spel med Volalto Caserta,men då den italienska klubben lade ner verksamheten efter att inte ha levt upp till de ekonomiska krav som fanns för spel i Serie A1 kom hon att istället skriva kontrakt med den grekiska klubben PAOK Thessaloniki. Sedan 2022 har hon spelat för ligakonkurenten Olympiakos SFP.